# Urs Flühmann
Urs Flühmann (* 1962) ist ein ehemaliger Schweizer Orientierungsläufer. 1991 und 1993 gewann er mit der Schweizer Staffel Weltmeisterschafts-Gold.
Seine erste WM-Medaille gewann Flühmann 1985 im australischen Bendigo mit der Staffel. Die Schweizer Willi Müller, Martin Howald, Flühmann und Alain Gafner gewannen hinter Norwegen und Schweden die Bronzemedaille. 1987 erreichte die Schweizer Staffel Platz zwei. Im Einzel wurde Flühmann hinter dem Schweden Kent Olsson und dem Norweger Tore Sagvolden Dritter. 
Nachdem die Schweizer Staffel 1989 in Schweden bloß den fünften Platz belegt hatte, gewann sie 1991 in der Tschechoslowakei und 1993 in den Vereinigten Staaten jeweils den Titel.
Flühmann gewann die Schweizer Meisterschaft auf der Langdistanz 1989 und 1983, 1985 und 1987 mit der Staffel des OLK Rafzerfeld. 1999 gewann er in der Staffel des norwegischen Spitzenklubs Halden SK den schwedischen Staffellauf Tiomila.
Am 20. Mai 2006 heiratete er in Weisslingen die Orientierungsläuferin Käthi Widler.

## Platzierungen
| Weltmeisterschaften  | Sprint | Mittel | Lang | Staffel |
| -------------------- | ------ | ------ | ---- | ------- |
| 1983 Zalaegerszeg    |        |        | 23.  |         |
| 1985 Bendigo         |        |        | 6.   | 3.      |
| 1987 Gerardmer       |        |        | 3.   | 2.      |
| 1989 Skövde          |        |        | 10.  | 5.      |
| 1991 Marianske Lazne |        | 6.     | 11.  | 1.      |
| 1993 West Point      |        | 14.    | 25.  | 1.      |

| Gesamt-Weltcup | Gesamt-Weltcup |
| -------------- | -------------- |
| 1986           | 7.             |
| 1990           | 11.            |
| 1992           | 55.            |